# Белорусский союз архитекторов
Белору́сский сою́з архите́кторов (БСА) (бел. Беларускі саюз архітэктараў) — общественное объединение, творческий союз граждан Белоруссии, занимающихся профессиональной архитектурной деятельностью.

## История
БСА — правопреемник Союза архитекторов БССР, созданного 23 июня 1935 года. После начала Великой Отечественной войны в связи с оккупацией Белоруссии СА БССР временно прервал свою работу и возобновил её в декабре 1942 года в эвакуации — в Москве. Возвратился в Минск после освобождения — в июне 1944 года.
За годы своего существования из небольшой группы молодых специалистов, участвовавших в I съезде, вырос в крупную творческую организацию, насчитывающую в своих рядах в настоящее время более 1 000 человек.
За время существования союза его члены неоднократно удостаивались высоких наград:
- Ленинская премия — 3, в том числе в 1970 году коллектив авторов (Ю. Градов, В. Занкович, Л. Левин, скульптор С. Селиханов) за создание мемориального комплекса «Хатынь»;
- Государственная премия СССР — 7, в том числе работа О. Трофимчука «Памятник матери-патриотке» в Жодино (скульпторы А. Заспицкий, И. Миско, Н. Рыжанков) и архитектурно-ландшафтные комплексы восточных районов Минска (архитекторы Н. Жлобо, В. Шильниковская, Б. Юртин);
- Премия Совета Министров СССР — 36, в том числе:

- Т. Пипкина и Н. Иванов за разработку и строительство посёлка Октябрьский в Витебской области,
- Г. Сысоев, В. Евтух и другие за творческие поиски в области жилищного строительства, разработку проектов и строительство по ним 9-12-16-этажных крупнопанельных жилых домов новых серий в Минске,
- Н. Неделько, В. Соколовский, Г. Заборский за проектирование посёлка Малеч в Берёзовском районе Брестской области, посёлков Сорочи и Редковичи Любанского района Минской области
- Ю. Григорьев, Н. Афанасьева, Л. Гафо, Л. Есьман, Г. Фадеева, В. Шильниковская, Я. Линевич, В. Чеснов, Ю. Пурецкий за разработку генерального плана развития Минска и осуществление первой очереди строительства,
- Л. Погорелов, М. Пирогов за проектирование и строительство участка первой линии Минского метрополитена;

- Премия Ленинского комсомола БССР — 5;
- Государственная премия БССР — 17, в том числе:

- за планировку и застройку Новополоцка (Ю. Шпит, М. Шлемович, В. Чернышев, А. Коротков),
- за архитектурно-ландшафтные комплексы восточных районов Минска (Д. Геращенко, Л. Белякова, Л. Жлобо),
- за архитектурное решение аэровокзала в Бресте (В. Гопиенко, В. Кескевич, Р. Шилай, О. Ляшук),
- за создание мемориального комплекса в Быховском районе Могилёвской области (В. Белянкин);

- Премия Совета Министров БССР — 2;
- Государственная премия РБ — 17, в том числе:

- А. Ничкасов, В. Тарновский, В. Карунас, Г. Беликов, Ю. Малевич, А. Пархута, В. Евдокимов, В. Преображенский — за проектирование и строительство жилого городка Россь Гродненской области;
- Ю. Иващенко — за разработку и внедрение универсальной открытой архитектурно-строительной системы многоэтажных жилых домов и общественных зданий нового поколения серии Б1.020.1-7;
- Е. Агранович-Пономарева, В. Аладов, И. Иодо, Г. Потаев, А. Сычева — за исследование по теории и истории искусства и архитектуры, а также учебники для специальных учебных заведений по архитектуре и искусствоведению;
- А. Дранец, Л. Левин, В. Ивличев, Г. Левина — за создание архитектурно-монументального ансамбля застройки центра Давид-Городка с памятником князю Давиду;
- Н. Наумов, Ю. Рушев, Л. Волчецкий — за проектирование и строительство автовокзала «Московский» в Минске;

- Специальная премия Президента РБ деятелям литературы и искусства — 7, в том числе Б. Костич, М. Казак за создание Республиканского детского реабилитационного центра для детей-инвалидов в Минске.

В. Кескевич и Н. Пушков стали лауреатами международного конкурса ЮНЕСКО 1984 года.
Рассматривается вопрос о присуждении Государственной премии объектам «Главный корпус железнодорожного вокзала в Минске» и «Комплексное художественное решение интерьеров Дворца Республики на Октябрьской площади в Минске».

## Структура

### Съезд
Высшим органом БСА является съезд, созываемый не реже одного раза в четыре года. С начала своего образования состоялось 22 съезда архитекторов республики, последний — в 2019 году.

### Совет
В период между съездами руководство текущей деятельностью БСА осуществляет, избранный на съезде, Совет БСА, включая председателя БСА и заместителей председателя.
Состав Совета ОО «БСА»:
1. Акентьев Александр Григорьевич
2. Алексеюк Николай Григорьевич
3. Андреюк Алексей Анатольевич
4. Бобрик Виктор Антонович
5. Быковский Олег Михайлович
6. Виноградов Иван Климентьевич
7. Власюк Николай Николаевич
8. Воробьев Олег Арсеньевич
9. Гавриленко Татьяна Васильевна
10. Гаухфельд, Михаил Львович (Заместитель председателя)
11. Градов Юрий Михайлович
12. Дражин Вадим Владимирович (Первый заместитель председателя)
13. Журавлев Иван Сергеевич
14. Захарчук Александр Борисович
15. Зданевич Леонтий Ульянович
16. Карако, Виктор Иванович (Заместитель председателя)
17. Касперович Павел Иванович
18. Колбович Евгений Константинович
19. Корбут Александр Иосифович
20. Костич Борис Сергеевич
21. Крамаренко Виктор Владимирович
22. Кратович Константин Александрович
23. Лазовская Наталья Александровна
24. Левина, Галина Леонидовна
25. Морозов Валерий Францевич
26. Петров Александр Николаевич
27. Потаев Георгий Александрович
28. Потапов Илья Юрьевич
29. Рондель Валерий Раулевич
30. Самойлик Юрий Александрович
31. Сардаров Армен Сергеевич
32. Смирнов Михаил Сергеевич
33. Соколов Дмитрий Владимирович
34. Старастенко Александр Иванович
35. Танаевская Инна Игоревна
36. Тельцов Александр Павлович
37. Тишкевич Сергей Александрович
38. Трусов Александр Георгиевич
39. Федченко Станислав Иванович
40. Фурдуй Сергей Анатольевич
41. Цейтлин Анатолий Зусевич
42. Чайковский Владимир Николаевич
43. Школьников Борис Эммануилович

### Правление
Исполнительный орган БСА — Правление, осуществляющее постоянную деятельность и состоящее из 10 человек, утверждаемых Советом по представлению председателя БСА. Заседания Правления проводятся два раза в месяц. Каждый член Правления отвечает за реализацию программ в одном из направлений деятельности БСА. Каждый член Правления курирует советы, комиссии и секции БСА.
Члены Правления:
- Андреюк Алексей Анатольевич — председатель Брестской областной организации ОО «БСА», директор ЧУПП «Студио А-3»;
- Гавриленко Татьяна Васильевна — Член Совета ОО «БСА», начальник главного управления градостроительства, проектной, научно-технической и инновационной политики Министерства архитектуры и строительства Республики Беларусь
- Жарков Александр Владимирович — Председатель Совета главных архитекторов областей, районов и городов Республики Беларусь при ОО «БСА», заместитель председателя комитета по архитектуре и строительству Брестского облисполкома — начальник управления архитектуры и территориального развития
- Захарчук Александр Борисович — Член Совета ОО «БСА», председатель Гродненской областной организации ОО «БСА», главный архитектор УП «Гродногражданпроект»
- Касперович Павел Иванович — Член Совета ОО «БСА», председатель Могилевской областной организации ОО «БСА», директор ООО «Реал-ПроектК»
- Колбович Евгений Константинович — Член Совета ОО «БСА», председатель Витебской областной организации ОО «БСА», главный архитектор проекта ОДО «СитиАртсервис»
- Крамаренко Виктор Владимирович — Член Совета ОО «БСА», заслуженный архитектор Республики Беларусь, дважды лауреат Государственной премии Республики Беларусь, профессор, член-корреспондент Международной академии архитектуры (отделение в Москве), И. о. генерального директора ООО «Объединенные творческие мастерские»
- Самойлик Юрий Александрович — председатель Минской областной организации ОО «БСА», руководитель творческой мастерской Самойлика Ю. А.;
- Сардаров Армен Сергеевич — доктор архитектуры, декан архитектурного факультета БНТУ;
- Смирнова Лариса Николаевна — Заслуженный архитектор РБ;
- Соколов Дмитрий Владимирович — ведущий архитектор филиала «ТАПАС-проект» ООО «Тапас»;
- Тельцов Александр Павлович — главный архитектор проектов ОАО "Институт «Минскгражданпроект»;
- Тишкевич Сергей Александрович — Член Совета ОО «БСА», председатель Гомельской областной организации ОО «БСА», заместитель директора по проектированию ОАО "Институт «Гомельпроект»;
- Федченко Станислав Иванович — Член Совета ОО «БСА», председатель Совета архитекторов-ветеранов ОО «БСА»
- Цейтлин Анатолий Зусевич — директор ООО «ТМ-7»;
- Школьников Борис Эммануилович — Член Совета ОО «БСА», директор УП «Творческая мастерская архитектора Школьникова Б. Э.».

### Председатель
Руководят работой Совета и Правления, избираемый на съезде, председатель БСА и четыре заместителя, утверждаемые Советом по представлению председателя. Нынешний председатель ОО «БСА» — Корбут Александр Иосифович — член-корреспондент Международной Академии архитектуры (отделение в Москве), почетный член Института Американских архитекторов, директор УП «Творческая мастерская архитектора Корбута А. И.». Первый заместитель — Дражин Вадим Владимирович — кандидат архитектуры,
начальник управления проектных работ ЗАО «Белзарубежстрой», заместители: Власюк Николай Николаевич — кандидат архитектуры, доцент, заместитель директора по науке РУП «БелНИИПградостроительства»; Гаухфельд Михаил Львович — член-корреспондент Международной Академии архитектуры (отделение в Москве), главный архитектор УП «Минскпроект»;
Петров Александр Николаевич — председатель комитета архитектуры и градостроительства Мингорисполкома, главный архитектор г. Минска.

### Региональные организации
Во всех регионах республики активно работают областные организации БСА, деятельность которых регулируется типовым положением об областной (Минской городской) организации.
Общая численность членов областных организаций — 301 человек, в том числе:
- Брестская — 43 чел.
- Витебская — 60 чел.
- Гомельская — 54 чел.
- Гродненская — 53 чел.
- Минская — 50 чел.
- Могилёвская — 41 чел.

### Первичные организации
Первичные организации создаются по месту работы членов БСА — в проектных, научных учреждениях и государственных органах архитектуры.